# Jacksonville (Missouri)
Jacksonville és una població dels Estats Units a l'estat de Missouri. Segons el cens del 2000 tenia 163 habitants.

## Demografia
Segons el cens del 2000, Jacksonville tenia 163 habitants, 57 habitatges, i 44 famílies. La densitat de població era de 572,1 habitants per km².
Dels 57 habitatges en un 35,1% hi vivien nens de menys de 18 anys, en un 61,4% hi vivien parelles casades, en un 12,3% dones solteres, i en un 22,8% no eren unitats familiars. En el 19,3% dels habitatges hi vivien persones soles el 14% de les quals corresponia a persones de 65 anys o més que vivien soles. El nombre mitjà de persones vivint en cada habitatge era de 2,86 i el nombre mitjà de persones que vivien en cada família era de 3,23.
Per edats la població es repartia de la següent manera: un 32,5% tenia menys de 18 anys, un 7,4% entre 18 i 24, un 32,5% entre 25 i 44, un 16% de 45 a 60 i un 11,7% 65 anys o més.
L'edat mediana era de 32 anys. Per cada 100 dones de 18 o més anys hi havia 96,4 homes.
La renda mediana per habitatge era de 24.500 $ i la renda mediana per família de 34.063 $. Els homes tenien una renda mediana de 32.292 $ mentre que les dones 19.583 $. La renda per capita de la població era de 10.626 $. Entorn del 2,3% de les famílies i el 7,6% de la població estaven per davall del llindar de pobresa.

## Poblacions més properes
El següent diagrama mostra les poblacions més properes.